# Bertrand Russell
Bertrand Arthur William Russell (n. 18 mai 1872, Trellech⁠(d), Trellech United⁠(d), Țara Galilor, Regatul Unit al Marii Britanii și Irlandei – d. 2 februarie 1970, Penrhyndeudraeth⁠(d), Țara Galilor, Regatul Unit) a fost un logician, filosof, matematician, istoric, eseist  și critic social britanic În timpul vieții s-a declarat ca fiind liberal, socialist și pacifist, dar în același timp a admis că nu a fost cu adevărat niciunul dintre aceste lucruri. Cu toate că a locuit preponderent în Anglia, Russell s-a născut în Țara Galilor, țară în care a și murit, la vârsta de 97 de ani.
La începutul anilor 1900 Russel a condus revolta britanică împotriva idealismului. Este considerat ca fondatorul filosofiei analitice, alături de predecesorul său Gottlob Frege și protejatul său Ludwig Wittgenstein, și este văzut ca unul dintre cei mai importanți logicieni ai secolului XX. A fost co-autor (împreună cu A. N. Whitehead) la Principia Mathematica, o încercare de a găsi bazele matematicii în logică. Eseul său filosofic On Denoting este considerat o paradigma a filosofiei  Lucrările sale au avut o influență considerabilă asupra logicii, matematicii, teoriei mulțimilor, lingvisticii și filosofiei, în special filosofia limbajului, epistemologie și metafizică.
Russel a fost un proeminent activist antirăzboi; a militat pentru comerțul liber și antiimperialism. În timpul primului război mondial a fost arestat pentru acțiunile sale pacifiste, iar apoi a făcut campanie împotriva lui Adolf Hitler, a criticat totalitarismul lui Stalin, a atacat Statele Unite ale Americii pentru implicarea în războiul din Vietnam și a fost un susținător declarat al dezarmării nucleare.
În anul 1950, i-a fost acordat Premiul Nobel pentru Literatură, în recunoașterea lucrărilor sale semnificative, în care promovează umanitarismul și libertatea de conștiință.

## Biografie
S-a născut la Trellech, Monmouthshire, Țara Galilor, într-o familie aristocratică engleză. Bunicul din partea tatălui, John Russell, a fost prim ministru al Marii Britanii. Nașul lui Bertrand Russell a fost filozoful John Stuart Mill. 
În 1890 își începe studiile la Trinity College, Cambridge unde este influențat de Alfred North Whitehead.
Russell a fost asemuit lui John Milton ca truditor intelectual.
Bertrand Russell a fost un
important promotor al înființării Ligii Națiunilor și ONU.

## Citate:
- Trei pasiuni simple, dar extrem de puternice, mi-au guvernat viața: nevoia de iubire, foamea de cunoaștere și mila nețărmurită pentru suferințele omenirii.

- Filosofia merită să fie studiată nu de dragul unor răspunsuri precise la întrebările ei, ci mai degrabă întrebărilor înseși; deoarece aceste întrebări lărgesc concepția noastră a ceea ce este posibil, ele ne îmbogățesc imaginația intelectuală și diminuează siguranța dogmatică ce împiedică mintea să speculeze.
- Ca să fie deplin fericit, e necesar ca omul nu numai să se bucure de ceea ce are, dar și să spere în ceea ce-și dorește.
- Faptul că întreaga matematică aparține logicii simbolice este una dintre cele mai mari descoperiri din epoca noastră. Odată acest lucru stabilit, cercetarea principiilor matematicii nu se mai bazează decât pe însăși analiza logicii simbolice.
- William James predica "voința de a crede". În ceea ce mă privește, aș pleda pentru "voința de a pune la îndoială..." Nu de voința de a crede este nevoie, ci de dorința de a afla, care este exact contrariul ei.
- Matematica, văzută în mod corect, arată nu numai adevărul, ci și frumusețea supremă, o frumusețe rece și austeră, ca a unei sculpturi.
- Adepții capitalismului sunt foarte pricepuți atunci când e vorba de a invoca principiile sacrosancte ale libertății, care sunt înglobate într-o singură sentință: cei privilegiați nu trebuie opriți din exercitarea tiraniei asupra celor lipsiți de privilegii.
- Știința poate stabili limite cunoașterii, dar nu trebuie să limiteze imaginația.
- Poate că universul în sine are un scop, dar, chiar dacă ar fi așa, nimic nu sugerează faptul că acest scop ar putea fi similar cu al nostru.
- Adevărata esență a desfătării, a exaltării, simțul de a fi mai mult decât un simplu om, piatră de temelie a celei mai înalte excelențe, poate fi găsită atât în matematică, cât și în poezie.

## Ediții în limba română
- Autobiografia lui Bertrand Russell, trad. de Anca Bărbulescu, Editura Humanitas, București, 2018.
- Autobiografia lui Bertrand Russell   Editura : POLITICA , BUCURESTI  An aparitie : 1969 TRADUCERE DE ADINA ARSENESCU CU O PREFATA DE MIRCEA MALITA
- Credința unui om liber. Scrieri esențiale, vol.1, trad. de Dan Crăciun, Editura Vellant, București, 2018.
- În căutarea fericirii, ed.a III-a, trad. de S.G. Drăgan, Editura Humanitas, București, 2018.
- Elogiul inactivității, trad. de Ciprian Șulea, Editura Vellant, București, 2018.
- Eseuri sceptice, trad. de S.G. Drăgan, Editura Humanitas, București, 2015.
- Credințele mele, trad. de S.G. Drăgan, Editura Humanitas, București, 2014.
- Cunoașterea lumii exterioare, trad. de D. Stoianovici, Editura Humanitas, București, 2013.
- Religie și știință, trad. de Monica Medeleanu, Editura Herald, București, 2012
- Misticism și logică și alte eseuri, trad. de Monica Medeleanu, Editura Herald,  București, 2011
- Problemele filosofiei, Editura All, București, 2006
- Istoria filosofiei occidentale, vol.1 & vol. 2, trad. de D. Stoianovici, Editura Humanitas, București, 2005.
- Idealurile politice: Puterea, trad. de Sergiu Bălan, Editura Antaios, Oradea, 2002.
- De ce nu sunt creștin, trad. de Mihaela Iacob și Petru Berar, Editura BPT, București, 1980